# 신탄진읍
신탄진읍(新灘津邑)은 충청남도 대덕군에 있었던 행정 구역이다. 현재는 대전광역시 대덕구의 일부가 되었다.

## 역사
1914년의 행정구역과 현재의 행정구역 비교
| 조선총독부령 제111호 |                                                                     |
| 구 행정구역          | 신 행정구역                                                         |
| 회덕군 북면          | 북면 덕암리, 목상리, 문평리, 상서리, 석봉리, 신대리, 평촌리         |
| 회덕군 일도면        | 북면 갈전리, 미호리, 삼정리, 부수리, 용호리, 이현리, 장동리, 황호리 |

- 1895년 6월 23일 회덕군 북면, 일도면
- 1914년 4월 1일 대전군 북면
- 1935년 10월 1일 대덕군 북면
- 1973년 7월 1일 북면에서 신탄진읍으로 승격되었다.[2] (2읍 7면)
- 1989년 1월 1일 대전직할시로 승격되면서 신탄진읍이 대덕구 목상동, 덕암동, 석봉동, 신탄진동으로 분동되었다.

## 같이 보기
- 신탄진동
- 대덕구